# Młynarze (gromada)
Młynarze – dawna gromada, czyli najmniejsza jednostka podziału terytorialnego Polskiej Rzeczypospolitej Ludowej w latach 1954–1972.
Gromady, z gromadzkimi radami narodowymi (GRN) jako organami władzy najniższego stopnia na wsi, funkcjonowały od reformy reorganizującej administrację wiejską przeprowadzonej jesienią 1954 do momentu ich zniesienia z dniem 1 stycznia 1973, tym samym wypierając organizację gminną w latach 1954–1972.
Gromadę Młynarze z siedzibą GRN w Młynarzach utworzono – jako jedną z 8759 gromad na obszarze Polski – w powiecie makowskim w woj. warszawskim, na mocy uchwały nr VI/10/6/54 WRN w Warszawie z dnia 5 października 1954. W skład jednostki weszły obszary dotychczasowych gromad Długołęka-Koski, Długołęka Wielka, Gierwaty, Głażewo-Cholewy, Głażewo-Świężki, Młynarze, Ogony, Ochenki Stare, Sieluń, Rupin, Załęże-Eliasze, Załęże Gartki(), Załęże Sędzięta() i Załęże Wielkie ze zniesionej gminy Sieluń tymże powiecie. Dla gromady ustalono 21 członków gromadzkiej rady narodowej.
31 grudnia 1959 do gromady Młynarze przyłączono wieś Ponikiewka ze znoszonej gromady Guty Duże w tymże powiecie.
31 grudnia 1961 do gromady Młynarze przyłączono wsie Kołaki, Modzele, Sadykierz Szlachecki, Sadykierz Włościański, Strzemieczne, Strzemieczne-Oleksy i Strzemieczne-Wiosny z gromady Kołaki w powiecie ostrołęckim w tymże województwie.
Gromada przetrwała do końca 1972 roku, czyli do kolejnej reformy gminnej.
Począwszy od 1 stycznia 1973, Młynarze utraciły funkcje administracyjne na okeres 19 lat. Dopiero 1 stycznia 1992 utworzono w woj. ostrołęckim gminę Młynarze.